# AsiaNews
AsiaNews és una agència de notícies oficial del Pontifici Institut per a Missions Estrangeres (PIME) de l'Església Catòlica. El redactor en cap d'AsiaNews és el sacerdot Bernardo Cervellera, missioner del PIME que també dirigeix l'Agència Fides, l'agència oficial de notícies del Vaticà.
Les notícies d'AsiaNews són republicades per les agències de notícies catòliques MISNA i Zenit. Originàriament disponible en italià, el lloc web va incorporar l'anglès i el xinès l'any 2003 per a millorar l'«aspecte missioner de la nostra agència de notícies». El públic objectiu d'AsiaNews són els estudiants universitaris xinesos que tenen «curiositat pel cristianisme» i poden salvar la Xina de ser «una dictadura sense ànima». Descriu la seva presència com a «urgent« a causa del que anomena «l'empoderament» de l'ateisme a les escoles xineses i la «persecució» dels cristians a la Xina. AsiaNews es descriu com «un gran èxit en l'evangelització, que és obra de Déu» per a «reforçar la missió de l'Església [catòlica] a la Xina». AsiaNews compta amb corresponsals professionals de Bangladesh, Índia, Nepal, Sri Lanka, Pakistan, Xina, Indonèsia i Rússia, entre altres països.